# کامپوفلیچه دی روچلا
کامپوفلیچه دی روچلا (به ایتالیایی: Campofelice di Roccella) یک کومونه در ایتالیا است که در استان پالرمو واقع شده‌است.

## خصوصیات
کامپوفلیچه دی روچلا ۱۴٫۷ کیلومترمربع مساحت و ۵٬۸۹۶ نفر جمعیت دارد و ۵۴ متر بالاتر از سطح دریا واقع شده‌است.